# St. Bonifatius (Niederbieber)
Koordinaten: 50° 27′ 40,9″ N, 7° 28′ 39,8″ O
Die römisch-katholische Pfarrkirche St. Bonifatius im Neuwieder Stadtteil Niederbieber in Rheinland-Pfalz wurde ab Mai 1961 errichtet und am 17. Juni 1964 von Weihbischof Bernhard Stein in einem feierlichen Pontifikalamt eingeweiht. Zur Gemeinde gehören ca. 5000 Katholiken, die neben Niederbieber in folgenden Stadtteilen leben: Altwied, Oberbieber, Segendorf, Torney, Rodenbach sowie in Melsbach. Die katholische Kirche gehört zum Dekanat Rhein-Wied im Bistum Trier.

## Geschichte

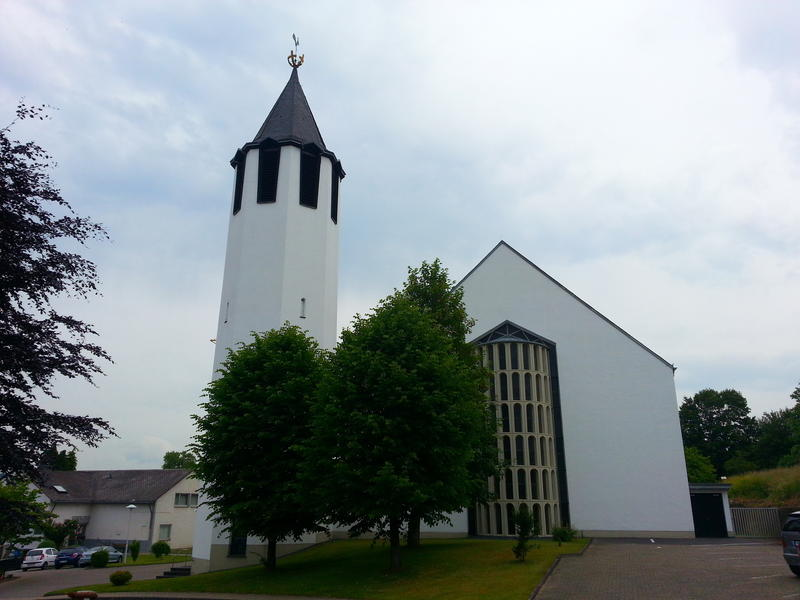
Pfarrkirche St. Bonifatius

Der Neubau einer Kirche in Niederbieber wurde notwendig, weil die alte Filialkirche an der Melsbacher Straße, die 1905/06 in spätgotischem Stil erbaut und am 30. September 1906 konsekriert wurde, zu klein geworden war. Niederbieber gehörte noch zu St. Matthias. Das änderte sich 1947, als Niederbieber zur selbstständigen Vikarie erhoben wurde. 1008 Seelen wurden damals gezählt. 1951 wurde St. Bonifatius eigenständige Pfarrei. Ende der 1950er-Jahre wurde endgültig der Entschluss zu einem Kirchenneubau gefasst. Inzwischen gehörten 2200 Gläubige der Gemeinde an. Die Realisierung der Baumaßnahme stellte sich als schwierig dar. Es gab unterschiedliche Auffassungen über die architektonische Gestaltung. Schließlich wurde der Kölner Dombaumeister Willy Weyres mit der Planung beauftragt. Bereits am 14. Mai 1961 konnten der erste Spatenstich und die Grundsteinlegung stattfinden. Noch im selben Jahr, am 8. Dezember, wurde Richtfest gefeiert. Am Weißen Sonntag 1963 wurde die neue Kirche erstmals in Nutzung genommen. So wurde die Kirche schon ein ganzes Jahr genutzt, bevor sie am 17. Juni 1964 von Weihbischof Bernhard Stein in einem feierlichen Pontifikalamt eingeweiht wurde. Im Mai 1965 konnten die vier großen Glocken geweiht und im Glockenturm installiert werden, um sie anlässlich der ersten Firmung in der neuen Pfarrkirche am 29. Mai 1965 erstmals zu läuten. 1986 wurden Renovierungsmaßnahmen im Innern der Kirche durchgeführt und 1987 wurde die neue Meyer-Orgel mit 20 Registern gebaut.